# Хишам ибн ел Ас
Хишам ибн ел А'ас (арапски: هشام بن العاص‎) је син А'ас ибн Ваила из племена Бану Сахма и брат Амр ибн ел А'аса и један од првих другова. Познато је да је прихватио ислам прије Хиџре, што се може пратити из изреке Умара, али његова тачна година постајања муслиманом је непозната.  Хишам је покушао да се пресели у Медину заједно са Омаром, али његове планове осујетила његова породица. Касније је успео да се пресели у Медину заједно са Ајашом. 
Ослободио је 50 робова у складу са очевом вољом. 
Погинуо је у бици код Јармука у години 13 АХ (635 н. е). 